# División de Salud del Ejército de Chile
La División de Salud del Ejército de Chile, conocido también por su acrónimo DIVSAL, es una unidad especializada militar del Ejército de Chile creada en 1999, encargada de proveer de todos los servicios sanitarios a esta rama de las Fuerzas Armadas de Chile. Entre sus actividades, destaca su participación durante las crisis sanitarias al interior del territorio chileno, además de la realización de capacitaciones a los trabajadores de la salud en asuntos vinculados a la rama militar. Su sede principal se encuentra ubicada en la Avenida Libertador Bernardo O’Higgins 1449, en Santiago.
Administrativamente, el comando se divide en doce Macro Zonas de Salud, que son unidades geográficas dentro de la organización territorial del país. Asimismo, es el organismo encargado de administrar los hospitales militares del Ejército chileno, así como también los hospitales de campaña y toda dependencia relacionada con la salud de esta institución. Es también la entidad encargada de administrar los fondos destinados a la salud de esta rama castrense. 

## Historia

### Antecedentes

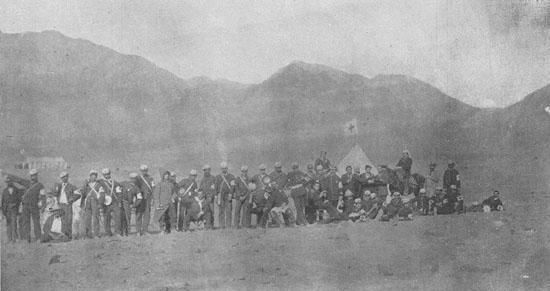
Personal sanitario del Ejército de Chile en una campaña militar durante la guerra del Pacífico en Antofagasta (1879).

Existe registro de hospitales de campaña del Ejército chileno durante la guerra del Pacífico, los cuales eran llamados como «ambulancias» (hospital ambulante), donde muchos de los diferentes profesionales de la salud participaron como voluntarios.

### Actualidad
El comando actual fue fundado el 31 de marzo de 1999, tras una reforma organizacional realizada por el Comandante en jefe del Ejército de Chile de entonces, Ricardo Izurieta, al año después de la salida del cargo de su predecesor, Augusto Pinochet. 

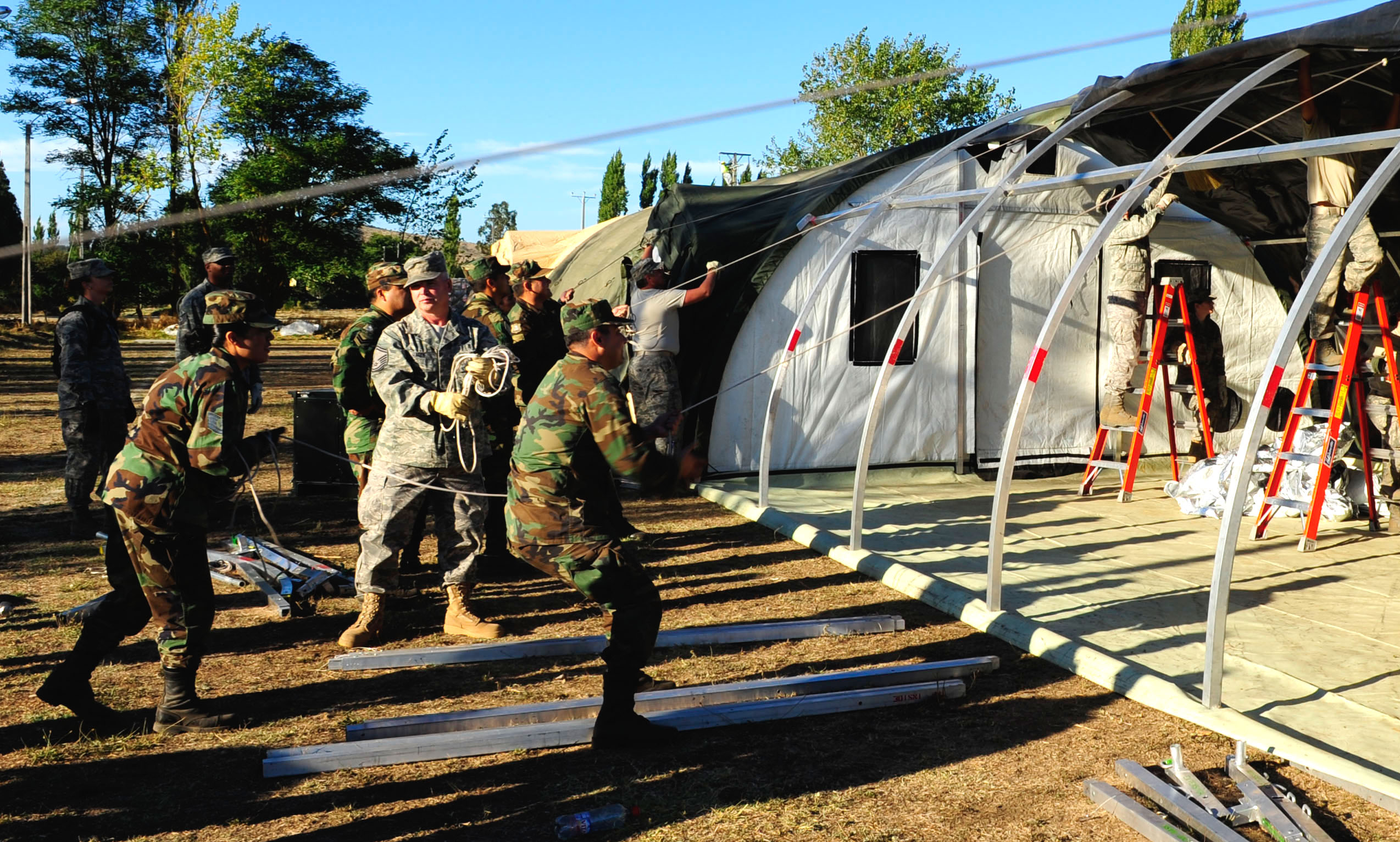
Soldados del Ejército chileno y de la Fuerza Aérea de los Estados Unidos levantan conjuntamente un hospital de campaña en Angol en apoyo debido al terremoto de 2010.

Durante la pandemia de Coronavirus en Chile de 2020, el comando instaló un convoy en el Estadio Bicentenario Municipal Nelson Oyarzún de Chillán, llamado «Puesto de Atención Médica Especial», con 35 camas hospitalarias con el fin de atender los posibles casos durante el cordón sanitario que se dispuso en la ciudad. Otros hospitales de campaña fueron instalados por el comando en otros centros de salud, como el Hospital San José de Independencia y el Hospital Dr. Ernesto Torres Galdames de Iquique en abril del mismo año. Del mismo modo, realizan apoyo de sanitización y controles de salud preventivos durante los toque de queda, medida implementada por el Gobierno de Chile durante la crisis sanitaria para todo el país.